# Renata Soñé
Renata de Jesús Soñé Savery (sinh ngày 6 tháng 8 năm 1982, tại thành phố New York) là một người mẫu, diễn viên người Mỹ gốc Dominican. Cô giành chiến thắng Hoa hậu Cộng hòa Dominican 2005, dự thi cuộc thi Hoa hậu Hoàn vũ 2005, giành giải Á hậu 2.

## Cuộc sống, công việc
Khi được sáu tháng tuổi, Soñé được chăm sóc bởi ông bà sau khi mẹ cô qua đời. Cô tiếp tục theo học một bằng cấp về tâm lý học lâm sàng trước khi tham gia cuộc thi Hoa hậu Cộng hòa Dominican. Về mục tiêu nghề nghiệp lâu dài của mình, Soñé cho biết cô mong muốn thành lập một học viện trẻ em để tiếp tục sở thích của mình như một nhà tâm lý học. Cô là người phát ngôn của nhiều chiến dịch do Tổng chưởng lý Dominican Rossana Reyes đứng đầu, với mục tiêu ngăn chặn và hạn chế số lượng lớn trẻ em bị bỏ rơi thông qua giáo dục và nhận thức cộng đồng.
Trước khi giành chiến thắng trong cuộc thi hoa hậu quốc gia, Soñé là một người mẫu chuyên nghiệp của Ossygeno Model Management, xuất hiện trong một số tạp chí thời trang Dominican. Soñé đã trở thành gương mặt chính thức của dầu gội Pantene, Avon và sản phẩm giảm cân Esbelle.

## Tham gia cuộc thi

### Hoa hậu Cộng hòa Dominican 2005
Soñé đã tham dự cuộc thi Hoa hậu Cộng hòa Dominican 2005 vào ngày 9 tháng 4 năm 2005, đại diện cho Distrito Nacional, nơi cô đã giành được danh hiệu và giành quyền đại diện Cộng hòa Dominican tại Hoa hậu Hoàn vũ.

### Hoa hậu Hoàn vũ 2005
Cô tiếp tục tham gia cuộc thi Hoa hậu Hoàn vũ 2005 được tổ chức tại Bangkok, Thái Lan, nơi cô về đích thứ ba chung cuộc (Á hậu 2), trước Mónica Spear (Venezuela) và Laura Elizondo (Mexico) và sau Cynthia Olavarría (Puerto Rico) và người chiến thắng Natalie Glebova (Canada). Cô xuất hiện trong cuốn sách "Người đẹp toàn cầu" của Tổ chức Hoa hậu Hoàn vũ với tư cách thí sinh có thân hình đẹp nhất trong lịch sử cuộc thi.

## Phim
Cô xuất hiện lần đầu trên màn ảnh trong bộ phim Dominican Un Macho de Mujer (2006), đóng vai chính là người dẫn chương trình truyền hình Venezuela Daniel Sarcos. và tổ chức chương trình hẹn hò trên truyền hình hàng tuần, Cupido (Cupid) vào năm 2008. Cô hiện đang tổ chức một chương trình truyền hình hàng ngày "Todo Bien" trên Antena Latina.
Ngoài việc tổ chức "Todo Bien", cô hiện đang tổ chức chương trình radio "Renata Soñé por la 91" vào mỗi Chủ nhật. Chương trình tập trung vào âm nhạc từ những năm 70, 80 và 90.
Soñé sẽ đóng vai chính trong bộ phim kinh dị "Intercambio" vào mùa xuân năm 2011, một sản phẩm hợp tác của Virafilms và Alfa Films trong đó cô đóng vai thám tử Ximena Salba.

## Thương mại
Soñé trở thành một doanh nhân vào năm 2006 khi cô ra mắt thành công bộ sưu tập kính mắt xa xỉ của riêng mình Renata Soñé Eye Wear.

## Cuộc sống cá nhân
Cô kết hôn với người yêu thời thơ ấu của mình, doanh nhân Eduardo Guerra Gutiérrez vào ngày 14 tháng 6 năm 2006, trong một buổi lễ tại Casa de Campo. Cặp đôi có hai con trai, Ignacio de Jesús sinh vào cuối năm 2006 và Rodrigo Antonio sinh vào tháng 10 năm 2011.